# Consistório Ordinário Público de 1988
Anunciado em 29 de maio de 1988, em 28 de junho de 1988 o Papa João Paulo II criou vinte e quatro novos cardeais, todos eleitores:

## Cardeais Eleitores
| Nº                 | País               | Nome                                      | Idade              | Cargo                                                 | Título ou Diaconia                                                                        |
| Cardeais eleitores | Cardeais eleitores | Cardeais eleitores                        | Cardeais eleitores | Cardeais eleitores                                    | Cardeais eleitores                                                                        |
| ------------------ | ------------------ | ----------------------------------------- | ------------------ | ----------------------------------------------------- | ----------------------------------------------------------------------------------------- |
| 1                  | Espanha            | Eduardo Martínez Somalo †                 | 61                 | substituto da Secretaria de Estado                    | Cardeal-diácono de Santíssimo Nome de Jesus                                               |
| 2                  | Itália             | Achille Silvestrini †                     | 64                 | prefeito do Supremo Tribunal da Assinatura Apostólica | Cardeal-diácono de São Bento fora da Porta de São Paulo                                   |
| 3                  | Itália             | Angelo Felici †                           | 68                 | núncio apostólico na França                           | Cardeal-diácono de Santi Biagio e Carlo ai Catinari                                       |
| 4                  | Canadá             | Paul Grégoire †                           | 76                 | arcebispo de Montréal                                 | Cardeal-presbítero de Nossa Senhora do Santíssimo Sacramento e Santos Mártires Canadenses |
| 5                  | Índia              | Antony Padiyara †                         | 67                 | arcebispo-maior de Ernakulam                          | Cardeal-presbítero de Santa Maria "Rainha da Paz" no Monte Verde                          |
| 6                  | Brasil             | José Freire Falcão †                      | 62                 | arcebispo de Brasília                                 | Cardeal-presbítero de São Lucas na Via Prenestina                                         |
| 7                  | Itália             | Michele Giordano †                        | 57                 | arcebispo de Nápoles                                  | Cardeal-presbítero de São Joaquim em Prati di Castello                                    |
| 8                  | Moçambique         | Alexandre José Maria dos Santos, O.F.M. † | 64                 | arcebispo de Maputo                                   | Cardeal-presbítero de São Frumêncio ai Prati Fiscali                                      |
| 9                  | Itália             | Giovanni Canestri †                       | 69                 | arcebispo de Gênova                                   | Cardeal-presbítero de Santo André do Vale                                                 |
| 10                 | Espanha            | Antonio María Javierre Ortas, S.D.B. †    | 67                 | secretário da Congregação para a Educação Católica    | Cardeal-diácono de Santo André do Vale                                                    |
| 11                 | Índia              | Simon Ignatius Pimenta †                  | 68                 | arcebispo de Bombaim                                  | Cardeal-presbítero de Santa Maria "Rainha do Mundo" na Torre Spaccata                     |
| 12                 | Colômbia           | Mario Revollo Bravo †                     | 69                 | arcebispo de Bogotá                                   | Cardeal-presbítero de São Bartolomeu na Ilha Tiberina                                     |
| 13                 | Austrália          | Edward Bede Clancy †                      | 64                 | arcebispo de Sydney                                   | Cardeal-presbítero de Santa Maria em Vallicella                                           |
| 14                 | Brasil             | Lucas Moreira Neves, O.P. †               | 62                 | arcebispo de São Salvador da Bahia                    | Cardeal-presbítero de São Bonifácio e Santo Aleixo                                        |
| 15                 | Estados Unidos     | James Aloysius Hickey †                   | 67                 | arcebispo de Washington                               | Cardeal-presbítero de Santa Maria Mãe do Redentor em Tor Bella Monaca                     |
| 16                 | Estados Unidos     | Edmund Casimir Szoka †                    | 60                 | arcebispo de Detroit                                  | Cardeal-presbítero de Santos André e Gregório no Monte Celio                              |
| 17                 | Hungria            | László Paskai, O.F.M. †                   | 61                 | arcebispo de Esztergom-Budapeste                      | Cardeal-presbítero de Santa Teresa no Corso d’Italia                                      |
| 18                 | Camarões           | Christian Wiyghan Tumi †                  | 57                 | arcebispo de Garoua                                   | Cardeal-presbítero de Santos Mártires de Uganda em Poggio Ameno                           |
| 19                 | Áustria            | Hans Hermann Groër, O.S.B. †              | 68                 | arcebispo de Viena                                    | Cardeal-presbítero de Santos Joaquim e Ana em Tuscolano                                   |
| 20                 | França             | Jacques-Paul Martin †                     | 79                 | prefeito emérito da Câmara Apostólica                 | Cardeal-diácono de Sagrado Coração do Cristo Rei                                          |
| 21                 | Alemanha Ocidental | Franz Hengsbach †                         | 77                 | bispo de Essen                                        | Cardeal-presbítero de Nossa Senhora de Guadalupe no Monte Mario                           |
| 22                 | Lituânia           | Vincentas Sladkevičius †                  | 67                 | administrador apostólico de Kaišiadorys               | Cardeal-presbítero de Espírito Santo na Ferratella                                        |
| 23                 | Maurícia           | Jean Margéot †                            | 72                 | bispo de Port-Louis                                   | Cardeal-presbítero de São Gabriel Arcanjo em Acqua Traversa                               |
| 24                 | Hong Kong          | John Baptist Wu Cheng-chung †             | 63                 | bispo de Hong Kong                                    | Cardeal-presbítero de Beata Virgem Maria do Monte Carmelo em Mostacciano                  |

João Paulo II havia anunciado ainda a criação do cardeal suíço Hans Urs von Balthasar, célebre teólogo já acima dos oitenta anos, presbítero da diocese de Coira, o qual morreu em 26 de junho, dois dias antes do consistório.